# Polythore vittata
Polythore vittata là loài chuồn chuồn trong họ Polythoridae. Loài này được Selys mô tả khoa học đầu tiên năm 1869.